# خله‌بوداروفکا
خله‌بوداروفکا (انگلیسی: Khlebodarovka) یک شهرک در شهرستان بلاگووارسکی باشقیرستان کشور روسیه است.